# Nepomuki Szent János-szobor (Temesvár)
A Nepomuki Szent János-szobor műemlék szobor Temesváron. A bánsági katolikusok védőszentjét, Nepomuki Szent Jánost ábrázoló alkotás ismeretlen szobrász műve. 1722-ben állították, ezzel a város legrégebbi köztéri szobra. Jelenleg Gyárváros városrészben, a Millenniumi templom előtt áll. A romániai műemlékek jegyzékében a TM-III-m-A-06306 sorszámon szerepel.

## Történelme
Bosnyák ferencesek 1721-ben megalapították a Nepomuki Szent János Társulatot; a szobrot 1722-ben ők állították fel a mai Szabadság téren (Piața Libertății, korábban Jenő herceg tér), templomuk, illetve a mai Tiszti kaszinó előtt. Alkotója ismeretlen, de őstípusát Mathias Rauchmiller bécsi szobrász készítette. Nepomuki Szent Jánost 1726-ban a Temesi Bánság védőszentjévé választották.Az idők folyamán többször áthelyezték: 1752-ben a mai Carmen Sylva Pedagógiai Líceum elé, 1757-ben a Decebal hídhoz, majd a jelenlegi termálfürdő helyén lévő térre.
1932-től 2013-ig állt a józsefvárosi plébániatemplom udvarán, a 2000-es évekre állapota leromlott. 2013 májusától kezdve Nicolae Oprescu szobrászművész-restaurátor restaurálta (egyes részeit, így az arcát is újra kellett faragni), és október elején a Millenniumi templom előtt állították fel, szentelésére október 13-án került sor. Az akkori tervek szerint díszkivilágítást is kapott.